# Враний Кон
Вра́ний Кон (болг. Врани кон) — село в Тирговиштській області Болгарії. Входить до складу общини Омуртаг.

## Населення
За даними перепису населення 2011 року у селі проживали 715 осіб.
Національний склад населення села:
| Національність   | Кількість осіб | Відсоток |
| ---------------- | -------------- | -------- |
| турки            | 568            | 97,1%    |
| болгари          | 13             | 2,2%     |
| інша             | 0              | 0%       |
| Всього відповіли | 585            |          |

Розподіл населення за віком у 2011 році:
Динаміка населення: